# Sharon den Adel
Sharon den Adel (født 12. juli 1974) er forsanger i det hollandske symfonisk rock-band Within Temptation. Hendes fulde navn er Sharon Janny den Adel.
Den 7. december 2005 fødte hun sit første barn, Eva Luna, faderen er Robert Westerholt, der spiller guitar i bandet.

## Diskografi
- Enter (Within Temptation, 1997)
- The Dance (EP) (Within Temptation, 1998)
- Into the Electric Castle (Ayreon, 1998)
- The Metal Opera (Avantasia, 2000)
- Mother Earth (Within Temptation, 2001)
- The Metal Opera Pt. II (Avantasia, 2002)
- The Silent Force (Within Temptation, 2004)
- Lucidity (Delain, 2006)
- The Heart Of Everything (Within Temptation, 2007)
- An acustic night at the theatre (Within Temptation, 2009)
- The Unforgiving (Within Temptation, 2011)